# جون ميريت (مدرب كرة قدم)
جون ميريت (بالإنجليزية: John Merritt)‏ هو مدرب كرة قدم أمريكي، ولد في 26 يناير 1926 في فالماوث في الولايات المتحدة، وتوفي في 13 ديسمبر 1983 في ناشفيل في الولايات المتحدة.

## وصلات خارجية
- جون ميريت على موقع إن إن دي بي (الإنجليزية)